# Iglesia de Belén (Barcelona)
La iglesia de Nuestra Señora de Belén (en catalán: església de la Mare de Déu de Betlem) es un templo parroquial católico de estilo barroco situado en la conjunción de la Rambla y la calle del Carmen, en Barcelona (distrito de Ciutat Vella). Pertenece al arciprestazgo de la Rambla-Pueblo Seco.
Está catalogada como monumento declarado en el registro de Bienes Culturales de Interés Nacional del patrimonio catalán y en el registro de Bienes de Interés Cultural del patrimonio español con el código RI-51-0009736.

## Historia

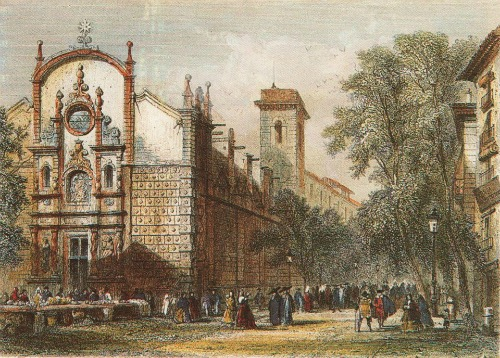
La iglesia de Belén en 1845, grabado de Adolphe Rouarge (Chardin, París)

La iglesia original formaba parte del Colegio de Nuestra Señora de Belén, el primero de enseñanza superior regentado por los jesuitas, fundado en 1544 por María Manrique de Lara. La iglesia fue construida en 1553, aunque en 1671 sufrió un incendio, por lo que se hizo necesario una nueva edificación. Proyectada por Josep Juli y dirigida por los jesuitas padre Francisco Tort (arquitecto) y Pau Diego de Lacarre (escultor), se construyó entre 1680 y 1729, aunque su decoración interior se alargó hasta 1855. A raíz de la expulsión de los jesuitas de España en 1767 la iglesia se convirtió en parroquia de la diócesis. En 1936 fue incendiada en el transcurso de la guerra civil española, fecha en que se perdió la suntuosa decoración barroca del interior. El altar mayor estaba presidido por un gran retablo dorado, elaborado en 1866, y las capillas laterales tenían igualmente diversos retablos, así como pinturas murales de Antonio Viladomat y Joseph Flaugier.

## Descripción

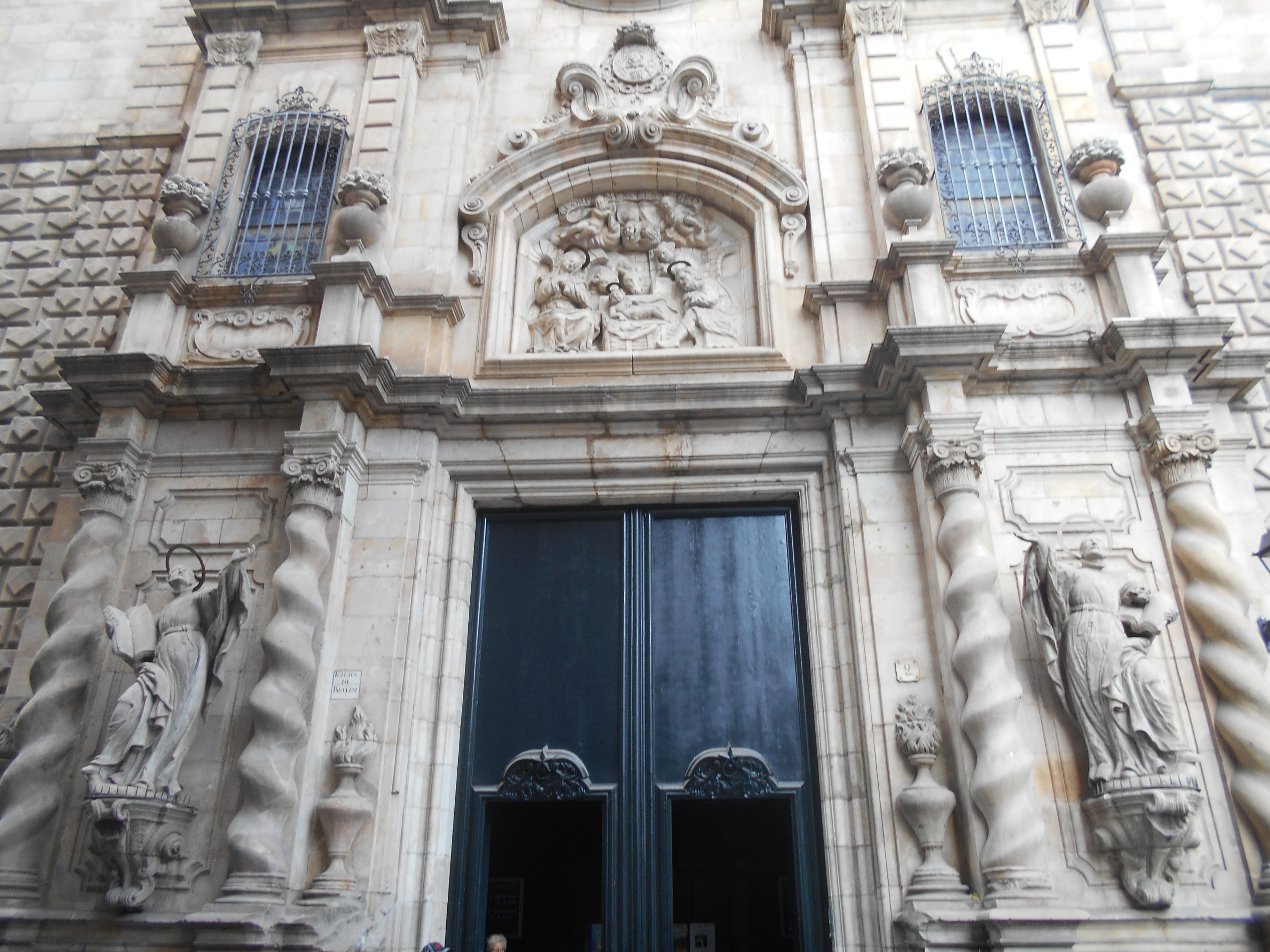
Fachada principal

El templo sigue el modelo de las iglesias jesuitas contrarreformistas, que tenían como referencia la iglesia del Gesù de Roma. La iglesia tiene una sola nave, dispuesta paralelamente a la Rambla, con ábside semicircular y capillas laterales. La nave está dividida en seis tramos, con un nártex bajo el coro, y está cubierta por una bóveda cilíndrica con lunetas. Las capillas laterales están intercomunicadas, y presentan cúpulas elípticas con linterna.
La fachada principal, que da a la calle del Carmen pero es visible parcialmente desde la Rambla gracias a un ensanchamiento que hace en este punto, tiene un coronamiento ondulado, y la puerta aparece enmarcada por columnas salomónicas, con las esculturas de los santos jesuitas Ignacio de Loyola y Francisco de Borja, obra de Andreu Sala. Sobre la puerta hay una Natividad (representación del nacimiento de Jesús, como un pesebre), obra de Francesc Santacruz y alusiva a la dedicación de la iglesia. En el extremo izquierdo de la fachada, en la esquina con la calle Xuclà, hay una hornacina con una imagen de san Francisco Javier, también jesuita, igualmente obra de Francesc Santacruz.
La fachada lateral, que da a la Rambla, tiene un almohadillado romboidal que se extiende también a la parte baja de la fachada principal, con dos puertas. La más cercana a la principal está coronada por una imagen del Niño Jesús, de Francesc Santacruz, y la otra es una copia moderna de la anterior, construida en 1906 bajo la dirección de Enric Sagnier y decorada con una imagen de San Juan Bautista niño.
En el interior se encuentran diez capillas: entrando a mano derecha se halla el baptisterio, decorado con pinturas murales del Grupo Flama (Albert García, Joan Lleó y Domènec Fita), de 1954; a continuación viene la capilla de la Virgen de los Desamparados, con una talla de Mariano Benlliure (1952) y dos óleos de Vicenç Navarro (Las naves de Barcelona y Martirio de San Vicente, 1955); le sigue la capilla de la Virgen del Carmen, tras la cual vienen las del Sagrado Corazón de Jesús y la Adoración de los Reyes; en el lado izquierdo se hallan las capillas del Santo Cristo y del Santísimo (con pinturas del Grupo Flama, Llucià Navarro y Joan Moncada, y un relieve de Francesc Carulla, 1953); la tercera es la de San Antonio, Santa Rita y San Pancracio; le sigue la de Nuestra Señora de Montserrat (con un frontal de alabastro de Joaquim Ros, 1964); y, por último, la de la Inmaculada, con pinturas de Llucià Navarro y una talla de Tomàs Bel (1954). Bajo el presbiterio se halla la cripta de San Ignacio. El altar mayor está presidido por un baldaquino elaborado por Francesc Folguera en 1960, con una escultura de la Virgen con el Niño, obra de Joan Rebull, pinturas de Llucià Navarro y Manuel Sans, escultura en mármol de Manuel Andreu y mosaicos de Santiago Padró.

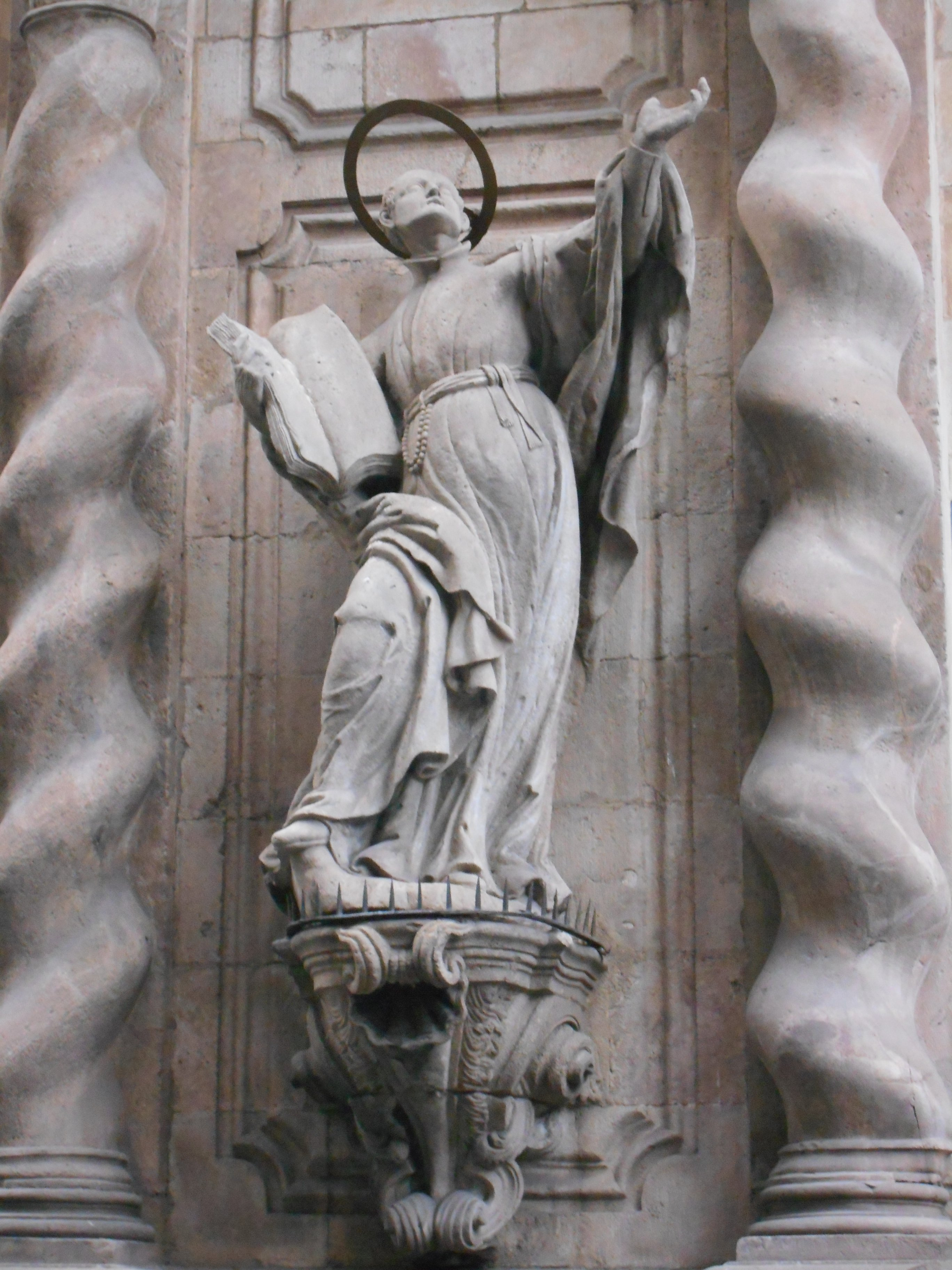
San Ignacio de Loyola
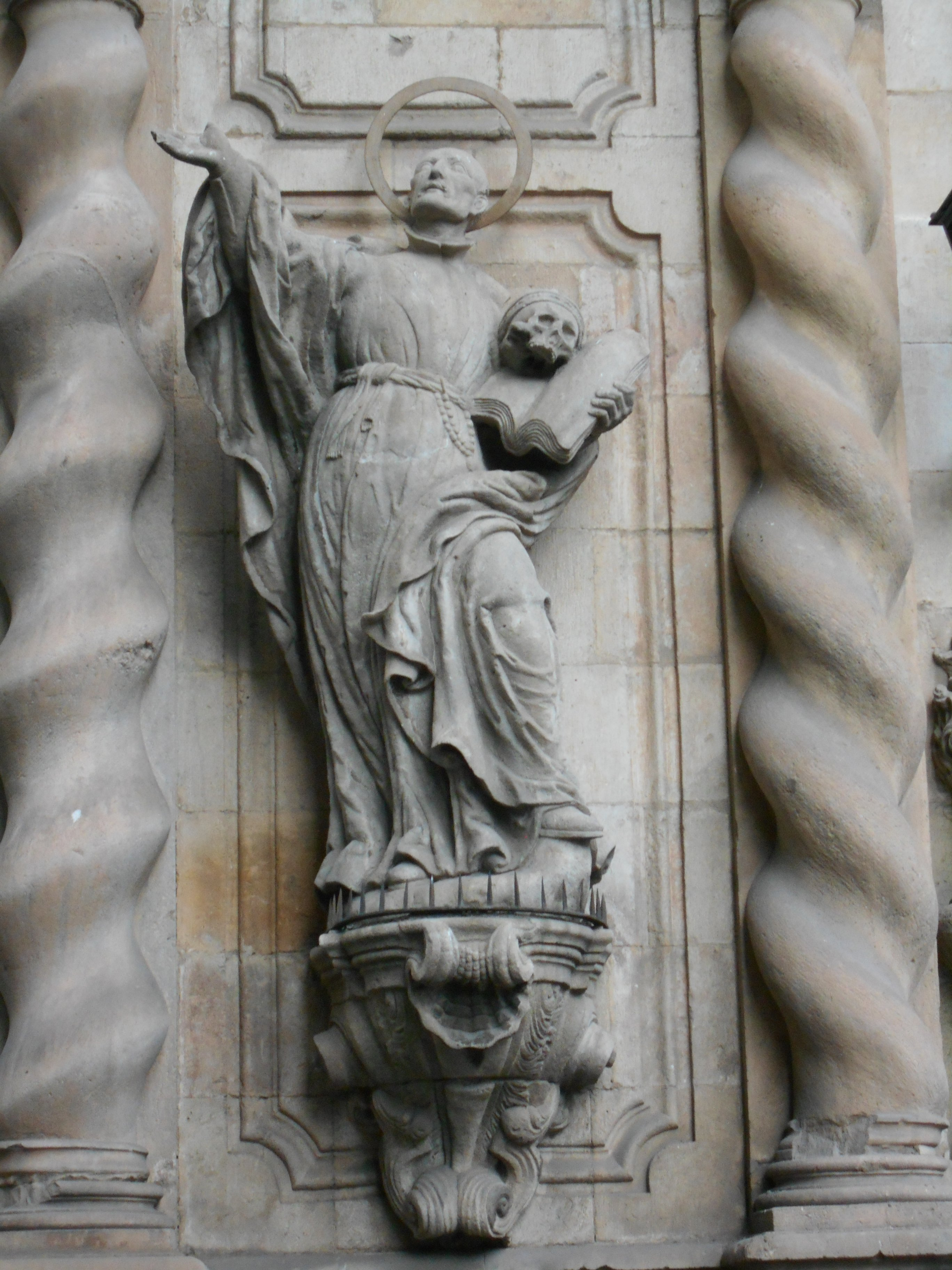
San Francisco de Borja
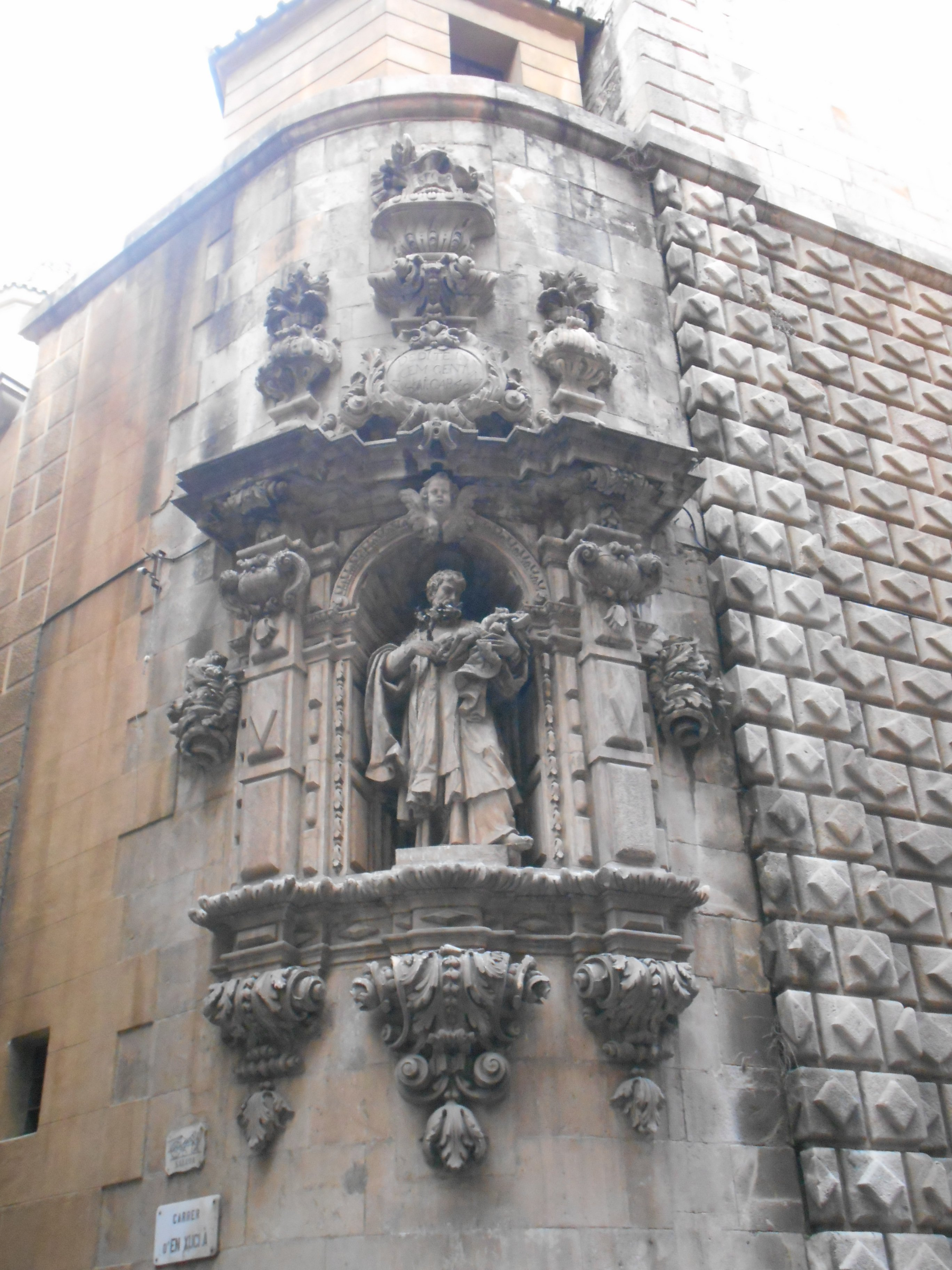
San Francisco Javier
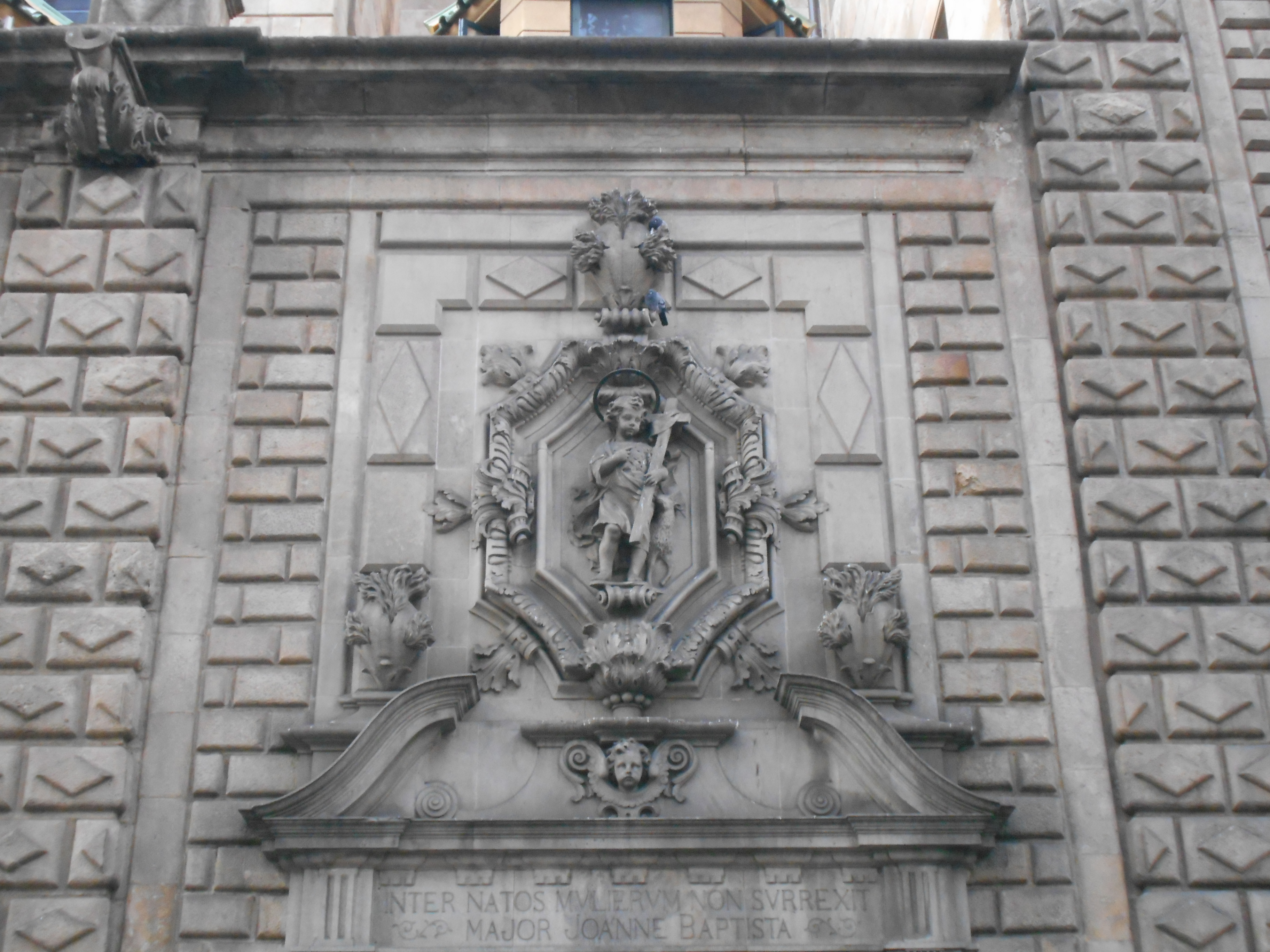
San Juan Bautista
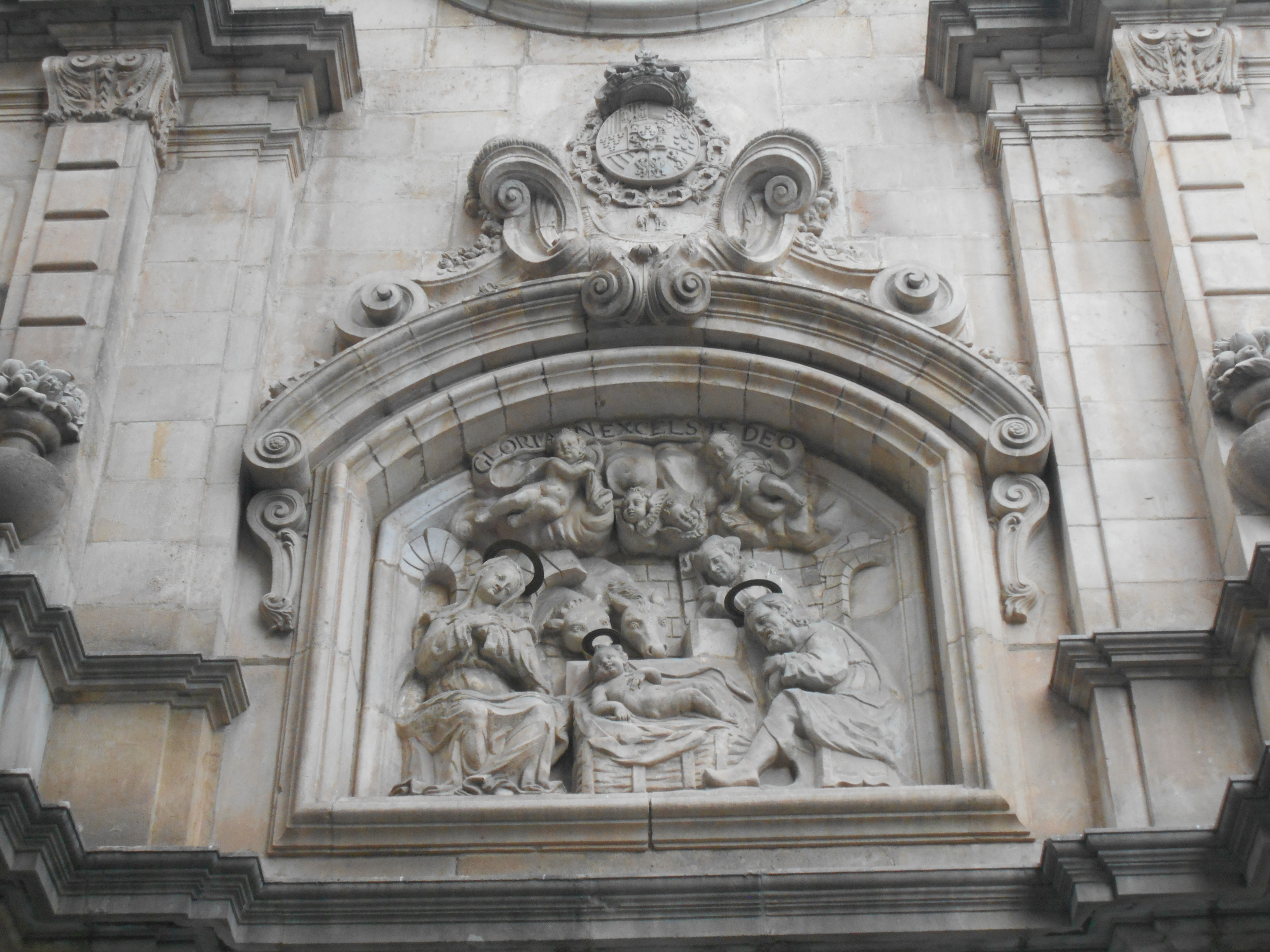
Niño Jesús
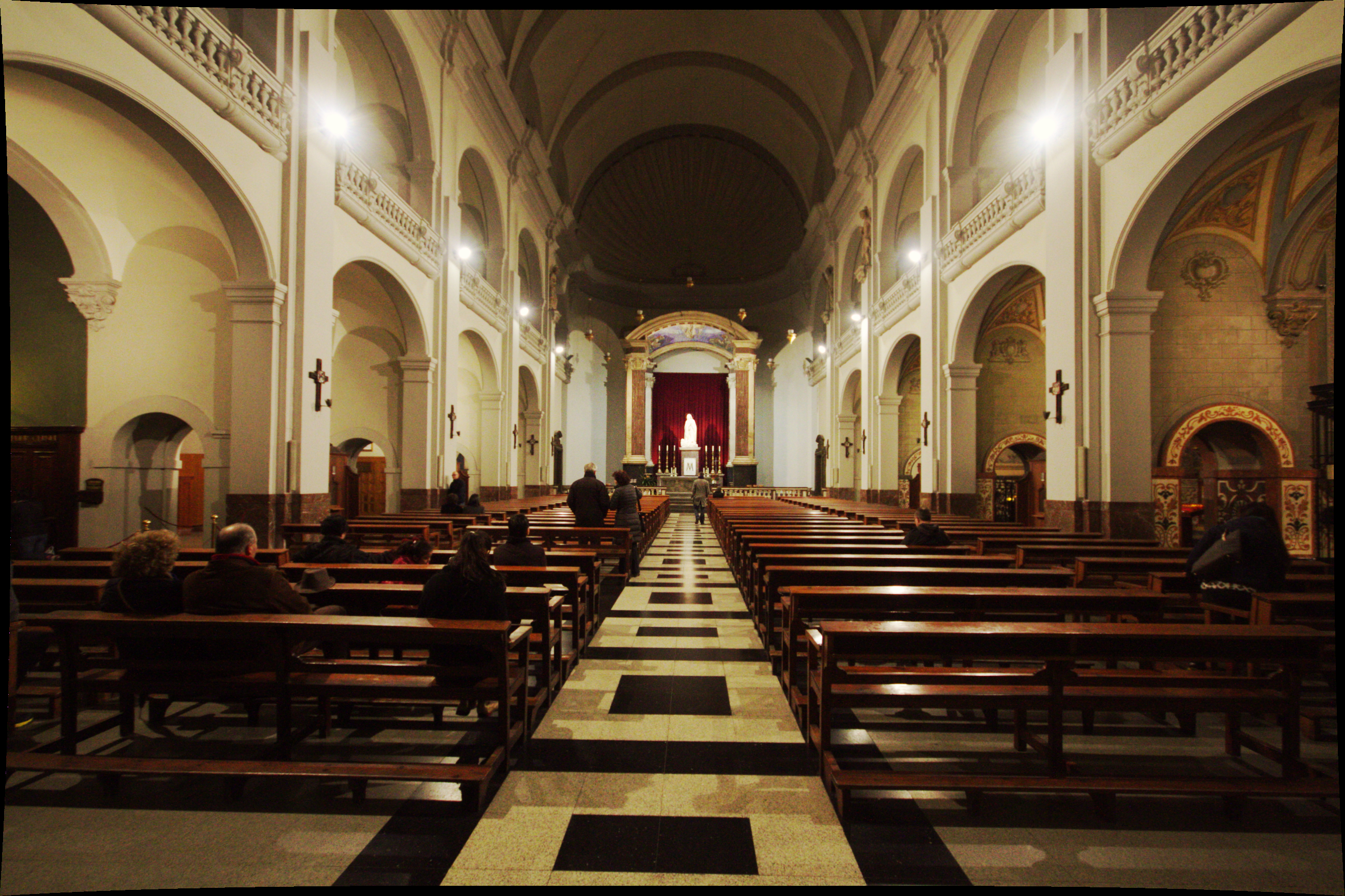
Interior
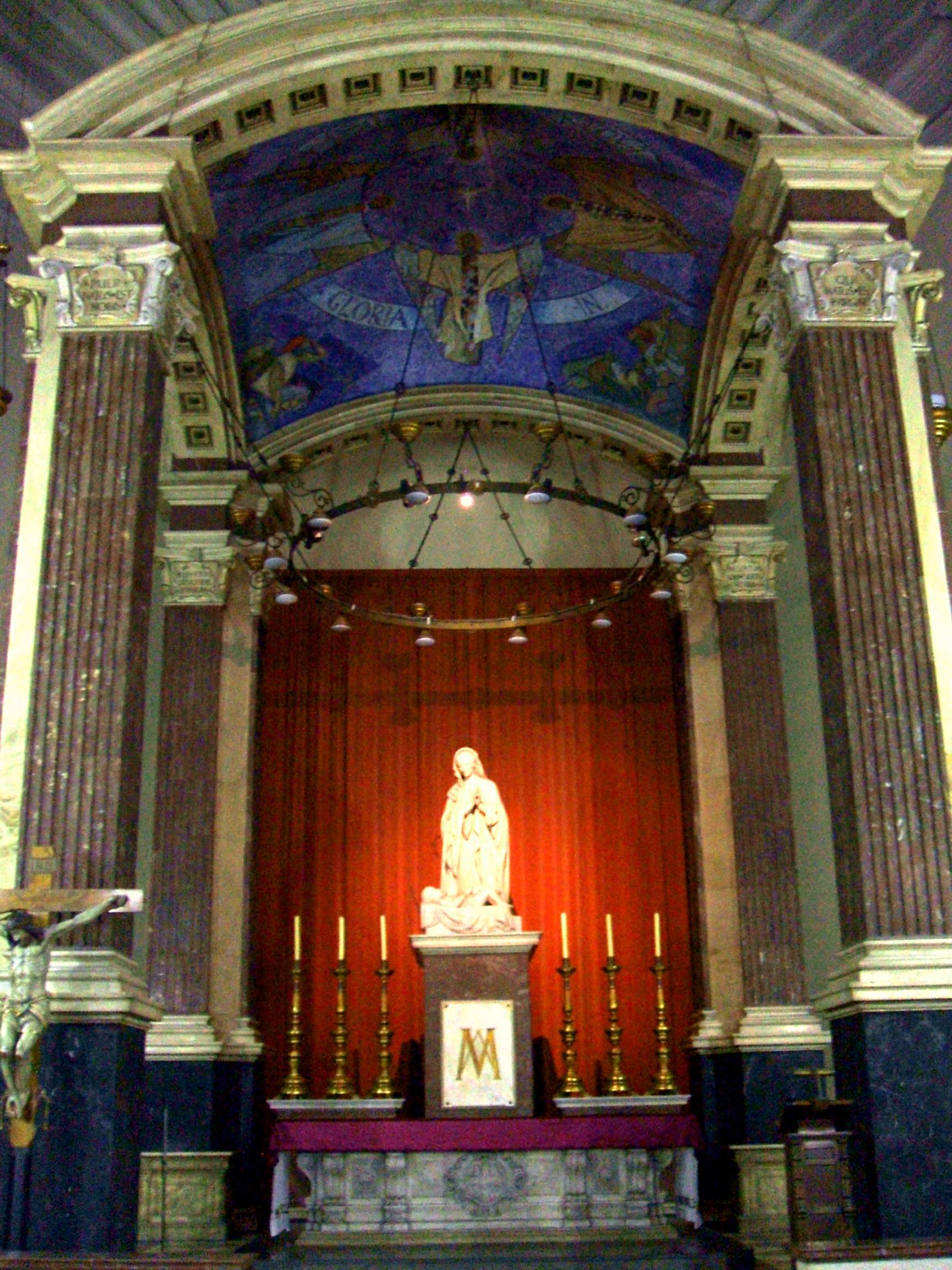
Altar mayor
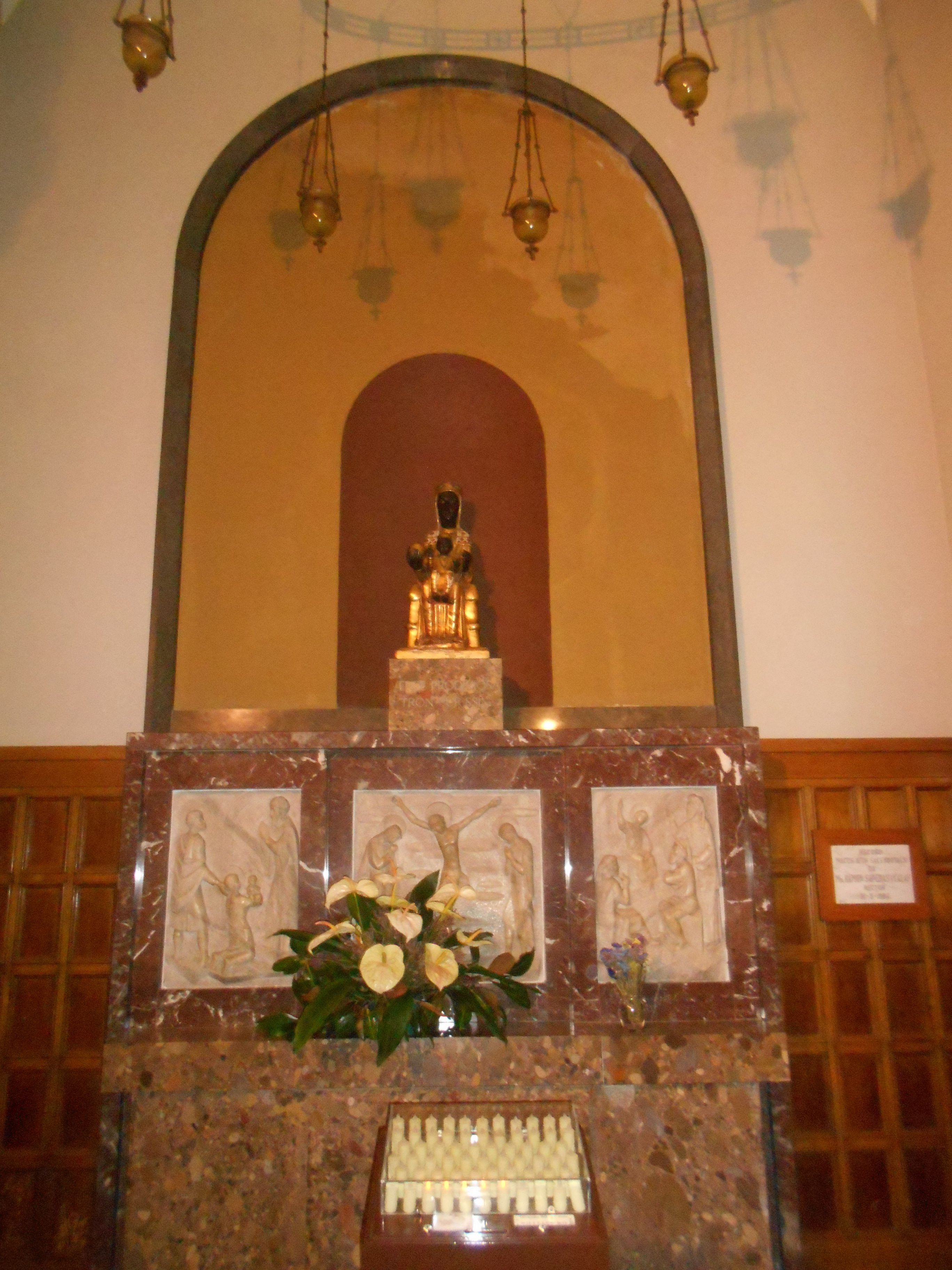
Capilla de Nuestra Señora de Montserrat
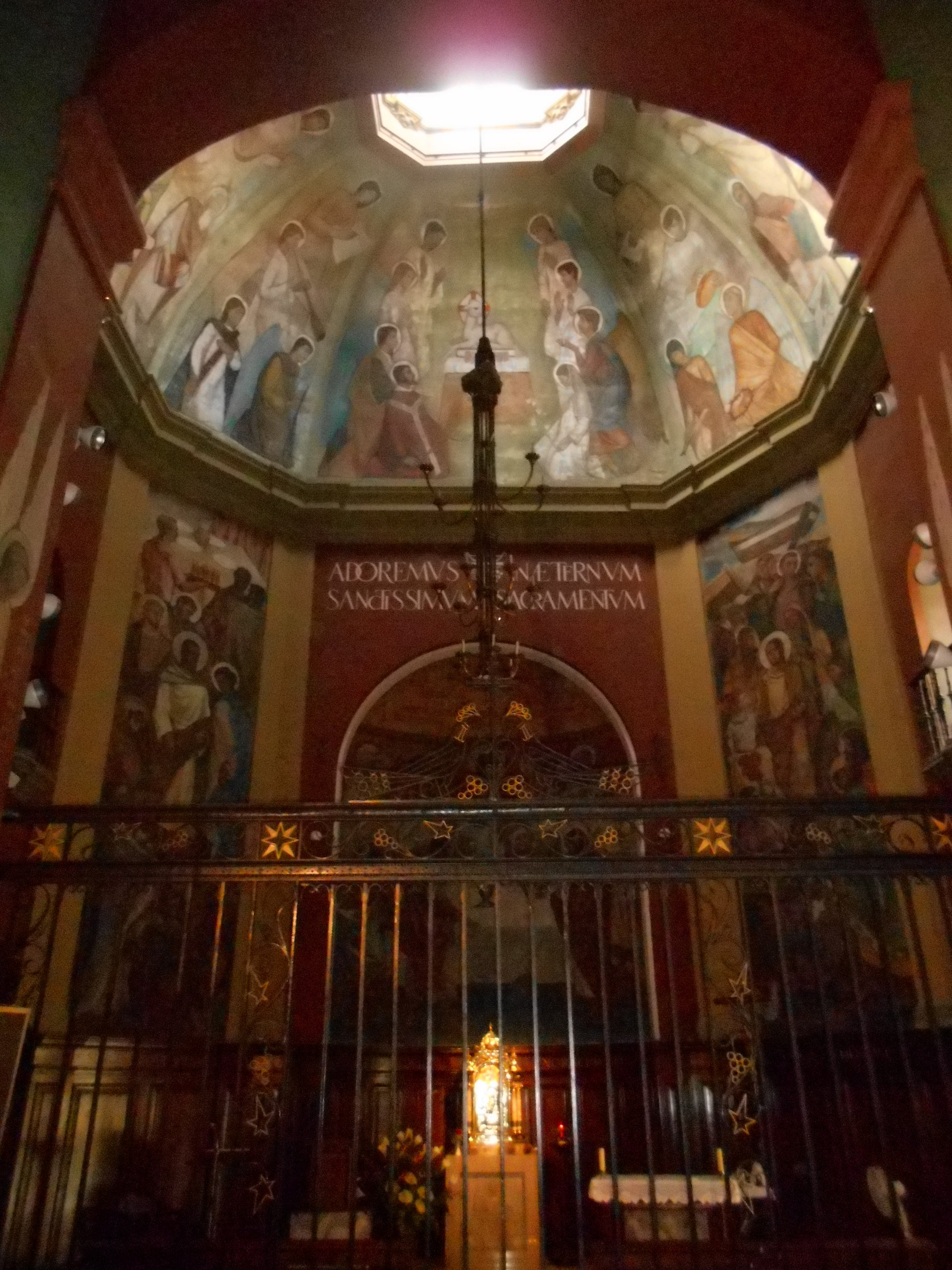
Capilla del Santísimo Sacramento